# Эхинопсис Гертриха
Эхинопсис Гертриха (лат. Echinopsis hertrichiana) — кактус из рода Эхинопсис.

## Описание
Стебель светло-зелёный, шаровидный, до 10 см диаметром, кустится. Рёбер 11, они широкие, с округлой кромкой, расчленённые на сегменты. Ареолы с белым опушёнием.
Колючки крепкие, шиловидные, желтовато-коричневые. Центральная колючка одна, длиной 2 см, изогнута кверху; радиальных — 5-7, они имеют длину около 1 см и растопырены от стебля в разные стороны.
Цветки на трубке, длиной 3-4 см, ярко-красные, диаметром 4-6 см, распускаясь по нескольку, прикрывают собой стебель.

## Распространение
Эндемик тропических районов Перу.

## Синонимы
- Lobivia hertrichiana
- Neolobivia hertrichiana
- Echinopsis backebergii
- Lobivia allegraiana
- Lobivia binghamiana
- Lobivia incaica
- Neolobivia incaica
- Lobivia planiceps
- Lobivia huilcanota
- Lobivia minuta
- Neolobivia minuta
- Lobivia vilcabambae
- Neolobivia vilcabambae
- Lobivia simplex
- Lobiva echinata
- Neolobivia echinata
- Lobivia laui